# James Bregman
James Bregman (n. 17 noiembrie 1941, Washington, D.C., District of Columbia, SUA) este un judocan ce a reprezentat Statele Unite ale Americii, medaliat olimpic. A participat la o ediție a Jocurilor Olimpice (1964) în care a câștigat o medalie de bronz.

## Participări
Lista de mai jos prezintă principalele competiții la care a participat James Bregman de-a lungul carierei.
- judo at the 1964 Summer Olympics – men's 80 kg[*]